# 貝爾德南鰍
貝爾德南鰍（學名：Schistura bairdi）為輻鰭魚綱鯉形目條鰍科南鰍屬的其中一種。被IUCN列為瀕危保育類動物，分布於亞洲寮國南部湄公河流域，體長可達3.2公分，棲息在水流湍急、礫石底質河川底層水域，生活習性不明。

## 扩展阅读
維基物種上的相關：貝爾德南鰍